# Llac Vidraru
El llac Vidraru (romanès: Lacul Vidraru) és un llac artificial de Romania. Es va crear el 1965 per la construcció de la presa Vidraru al riu Argeș. Es troba a l'ombra de les muntanyes Făgăraș. Un poble es troba submergit al fons d'aquest llac.
El llac Vidraru és un llac d'embassament creat el 1965 al riu Arges per a la producció d'hidroelectricitat. Té 465 milions de metres cúbics d'aigua, amb una longitud de 10,3 quilòmetres i una amplada de 2,2 quilòmetres, acumulant una superfície total de 870 hectàrees i profunditat màxima de 155 metres. La seva longitud és d'uns 28 quilòmetres.

Una central elèctrica subterrània es troba a prop del llac, a 104 metres de profunditat sota el massís de Cetatuia. La seva producció anual d'energia és de 400 gigawatts-hora (1,400 TJ) en un any hidrològic mitjà. La capacitat instal·lada de la turbina és de 220 megawatts (300,000 hp).

Estàtua "Energia"

Al marge dret, a la muntanya Plesa, es pot trobar l'estàtua "Energia", que representa Prometeu amb llamps a la mà, que simbolitza l'electricitat.
Situat entre les muntanyes del massís de Ghitu i a la seva sortida, el llac s'alimenta dels rius Capra, Buda i diversos afluents directes (River Lady i Valsan Cernatul, Valea lui Stan i clar), amb un flux d'alimentació mitjà total de 5,5 metres cúbics per segon.
En acabat de construir-se, va ser el vuitè llac artificial més elevat d'Europa i el vintè del món.
La construcció de la presa de Vidraru va trigar cinc anys i mig a partir del 1960. Per a aquest assoliment, van trigar 42 quilòmetres d'excavació del túnel a través de 1.768 milions de m3 de roca, dels quals prop d'un milió de bandes subterrànies tenen 930.000 m3 de formigó, dels quals 400.000 m3 subterranis i també s'hi van instal·lar 6300 tones d'equips electromecànics.
Al llac Vidraru, la gent pot practicar l'esport extrem del salt de pont. Només uns centenars de metres de la presa de turistes poden anar a la Casa Argeseana i al moll on es practiquen curses d'embarcacions d'esbarjo.

L'única carretera per accedir al llac Vidraru és l'espectacular Transfăgărășan (DN7C), que va de Curtea de Arges a Cârțișoara i que passa per davant de la central hidroelèctrica, a la presa de Vidraru i al voltant del llac Vidraru.